# Hora de Aventura: Fionna e Cake
Hora de Aventura: Fionna e Cake é uma série de televisão de animação adulta estadunidense desenvolvida por Adam Muto, baseada na série Hora de Aventura do Cartoon Network, criada por Pendleton Ward. Diferentemente de Hora de Aventura, o seriado é feito para o público jovem adulto. Sendo a terceira série da franquia, estreou pelo serviço de streaming Max em 31 de agosto de 2023.
A série se passa após os eventos finais de Hora de Aventura e se concentra nas personagens titulares, Fionna e Cake, versões alternativas e de gêneros trocados dos personagens principais Finn, o Humano e Jake, o Cão. Tais protagonistas foram introduzidos inicialmente na série original em seus próprios episódios titulares como personagens fictícios criados pelo antagonista Rei Gelado. Juntamente de Fionna e Cake, a série estrela a verdadeira identidade de Rei Gelado, Simon Petrikov. A série tem produção executiva de Muto, que atuou como showrunner da segunda metade de Hora de Aventura e supervisionou a produção de especiais em Terras Distantes, além de Fred Seibert e Sam Register. Dez episódios de meia hora foram confirmados e foram lançados com dois episódios semanais até 28 de setembro.

## Sinopse
Hora de Aventura: Fionna e Cake é um spin-off de Hora de Aventura, o último dos quais segue as aventuras de Finn, o Humano e Jake, o Cachorro. Esta série segue as versões alternativas e femininas de Finn e Jake, Fionna a Humana e Cake a Gata, respectivamente. A série também é estrelada por Simon Petrikov, personagem que durante a maior parte de Hora de Aventura ficou conhecido como o Rei Gelado, além de grande parte dos personagens e coadjuvantes de Hora de Aventura em suas versões com gêneros trocados, como Gary, representando a Princesa Jujuba, e Marshall Lee, representando Marceline.
Fionna Campbell é uma jovem adulta que vive com sua gata, Cake, em uma realidade alternativa e sem magia, passando os dias alternando entre diversos empregos para viver a vida. Pela noite, ela sonha com um mundo mágico que parece ser para sempre inacessível, revelando seu desejo por uma nova vida de aventura e magia, oposta à vida que leva na realidade e considera monótona. Enquanto isso, Simon Petrikov, na Terra de Ooo, trabalha como antiquário em sua casa, transformada em uma exposição viva de uma época passada. Mais tarde, os caminhos de Simon se cruzam com o destino de Fionna e Cake e o trio viaja pelo multiverso, ao mesmo tempo que são perseguidos por "um novo e poderoso antagonista" que está "determinado a rastreá-los e apagá-los da existência".

## Elenco

### Principal
- Madeleine Martin como Fionna Campbell, a versão feminina de Finn, o Humano.
- Roz Ryan como Cake, a gata de estimação de Fionna que é a contraparte feminina de Jake, o Cão.
- Tom Kenny como Simon Petrikov, um antiquário do século XX anteriormente conhecido como o Rei Gelado.
- Andrew Rannells como Gary Prince, a versão masculina da Princesa Jujuba.
- Donald Glover como Marshall Lee, a versão masculina de Marceline, a Rainha Vampira.
- Sean Rohani como Prismo, uma divindade que realiza desejos que reside na Sala do Tempo e supervisiona o multiverso.
- Kayleigh McKee como o Escaravelho, um auditor multiversal que persegue Fionna e Cake.

### Apoio
- Pendleton Ward como Ellis P., a versão humana da Princesa Caroço.
- Cree Summer e Jinkx Monsoon como os Lemoncarbs, versões humanas e femininas de Lemongrab e seu clone.
- Vico Ortiz como Fern e Hunter, versão humana da Maga Caçadora.
- Audrey Bennett como Astrid, uma jovem humana e fã das histórias de Fionna e Cake, escritas pelo Rei Gelado.
- Jeremy Shada como Finn, o Humano e Farmworld Finn.
- Hynden Walch como Princesa Jujuba, Rainha Doce e Bonnie.
- Olivia Olson como Marceline, a Rainha Vampira e a Estrela.
- Brian David Gilbert como o Rei do Inverno, um Rei Gelado do universo alternativo controlando com sucesso a loucura da coroa.
- Ron Perlman como The Lich, um antigo ser cósmico como manifestação da morte.
- Felicia Day como Betty Grof, noiva de Simon que desapareceu após se fundir com a entidade malévola GOLB.

## Episódios

### Produção

#### Conceito e criação
A ideia de "Fionna, a Humana" e "Cake, a Gata" evoluiu a partir de desenhos de Natasha Allegri, designer de personagens de Hora de Aventura e revisionista de storyboard, que postou seus trabalhos online durante as primeiras temporadas da série. A recepção aos personagens de gêneros trocados foi tão positiva que os produtores de Hora de Aventura decidiram incluir os personagens oficialmente na série. Elas estrearam no episódio "Fionna e Cake" da 3ª temporada, no qual Allegri trabalhou, e funcionou como "um golpe [e] uma grande celebração de, [sic] a sensação de ser fã" e "permitir que algo completamente ridículo aperte seu coração". Os personagens fariam aparições adicionais em "Bad Little Boy" da 5ª temporada, "The Prince Who Wanted Everything" da 6ª temporada, "Five Short Tables" da 8ª temporada e "Fionna and Cake and Fionna" da 9ª temporada. Nesses episódios, o Rei Gelado conta histórias sobre Fionna e Cake que ele fez, que na verdade são personagens de séries modernas. Quando ele dorme, uma viga se projeta em sua cabeça para transportar as ideias da sua fan-fiction.
Após o final da série em 2018, "Venha Comigo", uma primeira série spin-off chamada Hora de Aventura: Terras Distantes estreou em 2020; antes do final desta série, a HBO Max anunciou que uma série spin-off estava em produção, em 17 de agosto de 2021, e dez episódios de meia hora foram planejados. Em uma entrevista de 2022, Jeremy Shada, o dublador de Finn, o Humano, observou que ele “pode ou não estar nisso” quando se trata do novo spin-off. No Annecy International Animation Film Festival em 2022-23, a Cartoon Network e HBO Max lançaram material de prévia, enquanto HBO Max foi renomeado sob o nome Max em maio de 2023.

#### Desenvolvimento
A série limitada Hora de Aventura: Fionna e Cake foi desenvolvida especificamente pensando no público jovem adulto, de acordo com Suzanna Makkos, executiva da Max e do Adult Swim: "Os fãs de Hora de Aventura cresceram e as pessoas ainda estão chegando ao fundo do poço, e eles estão envelhecendo", observou ela em entrevista à Comic Book Resources. "[Fionna e Cake] pareceu um show perfeito para nós. Em termos de tom, é muito semelhante à Hora de Aventura, mas Fionna é mais velha. Ela está no mercado de trabalho. É mais adulto, então acho que vai trazer novos fãs, e também vamos servir os fãs que já temos." Nos Estados Unidos, a série limitada recebeu uma certificação TV-14 com base no conteúdo adulto (nudez, violência, palavrões e abuso de substâncias); por outro lado, a série mantém a classificação TV-PG, assim como Hora de Aventura, na Austrália.
O produtor executivo de longa data de Hora de Aventura e Terras Distantes, Adam Muto, produziu a série limitada e também atuou como showrunner. Em entrevistas para The Direct e The Washington Post, Muto e Ryann Shannon explicaram que a equipe decidiu focar em Fionna e Cake devido à sua popularidade entre os fã de Hora de Aventura. Inicialmente, Muto estava preocupado em trabalhar em outro spin-off, visto que sequências e reinicializações costumam ter sucesso misto. Para garantir que Fionna e Cake parecessem uma produção própria, a equipe tentou evitar "pisar no que [eles já haviam] feito antes". Os escritores decidiram, portanto, garantir que o spin-off fosse satisfatório por si só e que se concentrasse no crescimento único dos personagens. Enquanto Terras Distantes é uma série antológica de quatro episódios vagamente conectados, Fionna e Cake são mais como uma história única com início, meio e fim.
Ao discutir como a equipe de produção diferenciou Fionna e Cake da série original, Hora de Aventura, Muto revelou que os membros da equipe “estavam procurando maneiras de explorar histórias e personagens que pudessem ser bem diferentes de Finn”. Enquanto Finn é um herói altruísta e enérgico, Fionna é mais comum e realista, já que ela não vive em um mundo de magia e não é tão habilidosa quanto uma lutadora. Nesta série limitada, portanto, os escritores "queriam ver para onde [Fionna] iria se ela soubesse sobre aquele mundo mágico da primeira série que lhe foi negado". Muto acrescentou mais tarde que a tripulação tentou fazer de Fionna mais do que apenas uma "Finn mulher", dando-lhe uma personalidade única que, em certos aspectos, é "muito diferente de Finn e de outros". A equipe também adotou essa abordagem contrastante ao trabalhar em Cake: enquanto Jake é um cachorro preguiçoso com o poder de esticar seu corpo em uma série de formas fantásticas, Cake não tem poderes mágicos e começa a série como um gato doméstico normal. Quanto à morte incerta de Jake, Muto decidiu deixá-la ambígua e observou que não quer “dizer definitivamente qual é a resposta”. Para as possíveis aventuras futuras do Finn adulto, Muto gostou da ideia de Finn viver sua própria vida, e então eles decidiram não apresentá-lo em mais do que alguns episódios. Para compensar, os roteiristas trouxeram de volta Farmworld Finn, personagem diferente do Finn da série principal. Anteriormente, embora as dubladoras Olivia Olson e Erica Luttrell fossem descendentes de africanos e a mãe de Marceline fosse uma pessoa negra, Marceline e Marshall compartilham a aparência de pele cinza de vampiro; em Fionna e Cake, Marshall Lee está de pele escura como personagem humano.
A série faz uma série de referências à sitcom Cheers, de 1982. Muto explicou que, a princípio, as referências ao show eram uma piada e que muitos membros da equipe nunca tinham visto a produção. Inicialmente, a música foi apresentada no episódio "Simon &amp; Marcy" na quinta temporada de Hora de Aventura, onde foi usada por Simon como uma forma de manter sua sanidade. Em Fionna e Cake, a sitcom e seu tema simbolizam a vida de Simon antes de sua descoberta da coroa de gelo, e no mundo de Fionna, é o único programa de televisão disponível, refletindo o fato de Simon estar mentalmente preso naquele momento. A equipe considerou escrever um episódio que se passaria no mundo de As Trapalhadas de Flapjack. Embora essa ideia nunca tenha sido totalmente concretizada, a série é brevemente referenciada em uma cena do episódio "Prismo the Wishmaster", onde Prismo mostra a Fionna, Cake e Simon em uma variedade de universos. A inspiração na animação muitas vezes veio de Seattle, onde Muto nasceu, e um edifício foi baseado em um da Universidade de Washington.

#### Design de produção
Os três personagens principais foram dublados pelo elenco original de Hora de Aventura, nomeadamente Madeleine Martin como Fionna, Roz Ryan como Cake e Tom Kenny como Simon Petrikov. Donald Glover dublou Marshall Lee, enquanto outros membros do elenco incluem Andrew Rannells, Kayleigh McKee e Sean Rohani. De acordo com o trailer e a sinopse da Max, Finn, Jake, Princesa Jujuba e Marceline, a Rainha Vampira, aparecem na série. Na série original Hora de Aventura, o personagem Prismo foi dublado por Kumail Nanjiani. Porém, devido a um problema de comunicação com os representantes de Nanjiani, os produtores de Hora de Aventura acreditaram que o ator não estava disponível para reprisar seu papel em Fionna e Cake, então reformularam o papel. Nanjiani mais tarde expressou suas frustrações no Twitter, escrevendo: "[Prismo é] um dos meus personagens favoritos que já tive a honra de interpretar... Eu teria [dublado ele] de graça... [A situação] é ridícula." Na série original, o Príncipe Chiclete foi dublado por Neil Patrick Harris e mais tarde por Keith Ferguson; Justin Roiland dublou originalmente Earl of Lemongrab e foi substituído por Jinkx Monsoon.
Alguns elencos conhecidos do resto dos personagens são os seguintes: nos dois primeiros episódios, estão Robbie Daymond (Príncipe do Gelo), Niki Yang (BMO), Maria Bamford (Starchy), Chelsea Peretti (Queenie), Phil LaMarr (Cão turista), Jack Pendarvis (Refri), Dan Mintz (TV), Dee Bradley Baker, Erica Mendez (Fada de patins & Ice Scout #1), Cristina Vee (Fada de patins & Ice Scout #2), Jeff Bennett (Gansinho Vizinho & Choose Bruce). Para os episódios 3-4, há Gray DeLisle (Ice Cream Queen), Sharon Horgan (Minerva robô), Marc Maron (Esquilo), Jim Cummings (A Coruja), Melissa Villaseñor (Rainy), Andrew Daly (Kheirosiphon & Wyatt); para o episódio 5, estão James Kyson (Big Destiny), Mickey Zacchilli (Little Destiny), Tiffany Wu (Jay), Eric Bauza (Peanut), Nia Castro (Bonnie). Para os episódios 7 a 8, há Jenny Slate (Caçadora), Stephen Root (Martin Mertens), Erica Luttrell (Hana Abadeer), Billy Brown (Rei Vampiro), Steve Little (assistente virtual de Peppermint Butler), Cole Sanchez (Moderador e Heckler #2), David McCormack (Orbo). Nos dois últimos episódios, estão Sean Giambrone (Shermy), Imani Hakim (Beth), Iggy Craig (Casper) e Rosie Brand (Nova).
Assim como aconteceu com Hora de Aventura, a Rough Draft Korea e a Saerom Animation trabalharam em diferentes episódios da série spin-off. Em entrevista à Animation Magazine, Adam Muto revelou que, para este spin-off, os roteiristas tiveram que traçar a temporada com antecedência; essa abordagem foi exigida deles pela Max e contrastava com a forma como os escritores abordavam as histórias ao trabalhar com o Cartoon Network. Muto observou que a produção foi desafiadora porque não houve muita sobreposição em termos de paleta de cores e planos de fundo, já que cada episódio é basicamente seu novo mundo. Aproximadamente 50 membros da equipe do Cartoon Network Studios trabalharam na pré e pós-produção; a produção começou em 2021, durante a época da pandemia de COVID-19. A maior parte da equipe estava baseada na Califórnia, mas alguns animadores estavam em lugares tão distantes quanto a Rússia e o Japão; durante o auge da pandemia, cerca de 90 por cento do trabalho foi feito remotamente até a reabertura do estúdio em 2022. A produção de Hora de Aventura: Fionna e Cake terminou em 9 de dezembro de 2022.
Os ex-membros da equipe de Hora de Aventura, Rebecca Sugar, Somvilay Xayaphone e Patrick McHale, bem como a compositora de Terras Distantes, Amanda Jones, retornaram para compor músicas para o spin-off. A introdução e os créditos finais da série foram desenhados por Steve Wolfhard e animados por Nick Cross, este último também animou a sequência do filme mudo no quarto episódio "Prismo the Wishmaster" e as cenas de Orbo do oitavo episódio, "Jerry". A música "Not Myself", escrita por Zuzu, é a música de introdução do primeiro episódio "Fionna Campbell"; Sugar escreveu duas canções, "Part of the Madness" e "Cake on the Loose". Para o sexto episódio "The Winter King", McHale e JR Kaufman escreveram duas canções "Winter Wonder World" e "Baked with Love", e a sequência de animação de "Winter Wonder World" foi dirigida por Alex e Lindsay Small-Butera (SmallBü), que anteriormente animou dois episódios de Hora de Aventura, "Beyond the Grotto" e "Ketchup". O oitavo episódio "Jerry" traz a música "Everything in You", escrita e interpretada por Half Shy, que também escreveu a música "Monster" do especial "Obsidiana" de Terras Distantes. As sequências de jogo 3D dos dois últimos episódios foram desenhadas e animadas por Louie Zong.

## Lançamento
Durante a Comic-Con de San Diego em 20 de julho de 2023, a Max anunciou que Hora de Aventura: Fionna e Cake estrearia em 31 de agosto, e um trailer foi lançado em 17 de agosto. Dentro de cinco semanas entre a estreia e 28 de setembro, dois episódios foram lançados por semana, totalizando dez episódios.
Fora dos Estados Unidos, a série estreou no mesmo dia na Austrália no serviço de streaming Binge, e posteriormente pela Fox8 em 1 de setembro. A série também estreou no Cartoon Network no Canadá em 15 de setembro.

## Recepção

### Recepção critica
Em setembro de 2023, Fionna e Cake tinha um índice de aprovação de 100% no Rotten Tomatoes com base em 10 avaliações.
Antes da estreia, Chase Hutchinson do IGN comentou que Fionna e Cake evitam a piegas e adotam um tom distintamente nada sentimental, que ele achou revigorante. Ele argumentou que "pondera como os personagens complexos podem ter mudado desde a última vez que os vimos e, em meta interjeições recorrentes, como seus criadores podem ter mudado a si mesmos". Kaiya Shunyata, do RogerEbert.com, disse que a série permitiu que os espectadores "se apaixonassem por diferentes versões de personagens pelos quais os espectadores se apaixonaram inicialmente há 13 anos" e argumentou que a série permanece "fiel aos fãs do programa". Coleman Spilde do The Daily Beast disse que a série está longe de ser uma "ganha de dinheiro para atrair nostalgia", mas é sim uma "expansão marcante da tradição de Hora de Aventura", e afirmou que a série replica o "design de personagem calmante e estilo de animação" de Hora de Aventura. Ele também argumentou que a série tem "meta diversão em sua própria história" e disse que tem sucesso onde Hora de Aventura "vacilou".
Jake Kleinman, da Inverse, disse que a série move "toda a franquia adiante aos trancos e barrancos", chamou-a de uma das "entradas mais emocionalmente maduras" da franquia e acrescentou que a série é, em sua essência, "uma história sobre o desgosto de crescer". Nick Valdez, do ComicBook.com, afirmou que a série inaugura uma "era totalmente nova da franquia", concentrando-se em "tons mais sombrios" e chamou-a de uma "série feita com os fãs da série original em mente". Aryan Khanna observou que a série muda para histórias maduras, mantendo o charme original, comparando-a comA Lenda de Korra e algumas outras reinicializações de séries para as novas gerações; Khanna argumentou que isso resulta em uma combinação fascinante de investigação existencial, aventuras atraentes e comédia excêntrica. Reuben Baron, do Paste, disse que a série é "voltada especificamente para um público jovem adulto", chamou-a de programa para fãs "hardcore" e comparou os dois primeiros episódios a Bee and PuppyCat e Steven Universo Future. Ele também afirmou que o uso de multiversos na série se assemelha a Loki e Homem-Aranha: Através do Aranhaverso, e chamou a série de uma "continuação digna do lendário desenho animado".

### Representação LGBTQIA+
Samantha Puc do Polygon e James Factora do Them elogiaram a série por sua representação queer - principalmente por meio do relacionamento romântico entre Marshal Lee e Gary Prince. Puc notou a intercalação entre os relacionamentos de Gary e Marshall Lee, e suas versões femininas, Bonnie e Marceline, em "The Star", comentando que "eles são sempre escritos como os destinos românticos um do outro". Factora comparou o "relacionamento descaradamente gay" de Gary e Marshall com "quão artificialmente heterossexuais" as primeiras temporadas de Hora de Aventura poderiam ser às vezes. Puc também contrastou a apresentação casual de Fionna e Cake de "queerness como um dado em seus universos paralelos" com o Hora de Aventura anterior, que teve que "[lutar] arduamente por uma inclusão queer aumentada e visível".
Muto observou que, em vez de ele pedir ativamente por isso, a representação LGBTQ+ veio dos próprios escritores e artistas envolvidos, que querem que suas identidades sejam expressas e retratadas, e isso se tornou mais evidente em Steven Universo e em alguns programas seguintes. Após o final, sobre o romance de Gary e Marshall, bem como a rivalidade de Bonnie e Marcy, Susana Polo, da Polygon, argumentou que "uma franquia antes aprisionada pela censura heteronormativa deu ao seu casal queer, querido pelos fãs, poder de permanência multiversal".